# Нури Неджипоглу
Нури Неджипоглу (на турски: Nuri Necipoğlu) е турски юрист, конституционен съдия.

## Биография
Роден е на 1 юли 1953 година в Прилеп, Федеративна народна република Югославия. Завършва гимназията Пертевниял в Истанбул и след това Юридическия факултет на Истанбулския университет в 1977 година.
Отслужва срочната си военна служба като запасен офицер и е назначен за военен съдия в 1980 година. По-късно става военен прокурор и в 2001 година е избран за член на Върховния военен съд. Между 2005 и 2007 година е член на Съда по юрисдикционни спорове. На 22 април 2010 година е назначен за член на Конституционния съд от президента сред кандидатите, определени от Общото събрание на Военния върховен съд. От 10 октомври 2015 година е заместник-председател на Съда по споровете. На 16 март 2016 година е избран за председател на Съда по спорове и встъпва в длъжност на 23 март 2016 година. Пенсионира се на 2 юли 2018 година.
Неджипоглу говори македонски, албански и български.